# Дума Олена Олексіївна
Оле́на Олексі́ївна Ду́ма (також — Холевицька, Файдевич, Литвинюк; 4 серпня 1980, м. Хмільник, Вінницька область, УРСР, СРСР) — українська державна службовиця, юристка, Голова Агентства з розшуку та менеджменту активів (30.06.2023 — 30.07.2025).

## Ранні роки та освіта
Народилася в місті Хмільнику на Вінничині.
2002 року закінчила юридичний факультет Національного університету ім. Тараса Шевченка, здобула фах правознавця.

## Діяльність
В 2000-2001 роках — юрисконсультка ПП «Родзинка» та ІП «Тримекс Ю».
З 11 листопада 2001 року — до 9 серпня 2006 року Олена Файдевич (її прізвище на той час) була засновницею та директоркою ТОВ «Аверс», яка займалася торгівлею будматеріалами.
В період 2000—2006 років працювала (за сумісництвом)  в Апараті Верховної Ради України та Комітеті Верховної Ради України з прав людини.
У 2006 році склала присягу держслужбовиці; працювала в державній службі Кабінету Міністрів України на посаді радниці Міністра зв'язків з Верховною Радою та іншими органами держвлади.
З січня 2008 року — по червень 2010 року працювала радницею Міністра охорони навколишнього природного середовища України, очолює юридичний департамент. Координує діяльність Державного комітету земельних ресурсів у статусі члена Колегії Держкомзему.
З вересня 2010 року — по лютий 2011 року працювала керівницею управління зі зв'язків з Верховною Радою України та координації законотворчої роботи Міністерства аграрної політики та продовольства України.
З липня по грудень 2011 року працювала заступницею директора Виконавчої дирекції Київського міського відділення Фонду соціального страхування з тимчасової втрати працездатності.
З грудня 2011 року — по квітень 2015 року працювала у Міністерстві юстиції України.
З квітня 2015 року — по жовтень 2019 року працювала керівницею служби Міністра екології та природних ресурсів, директором Департаменту управління державним майном Міністерства екології та природних ресурсів України.
24 січня 2020 року Кабінетом Міністрів України призначена на посаду директора виконавчої дирекції Фонду соціального страхування України, звідки звільнена 14 травня через численні факти порушення законодавства. 11 квітня 2023 року Київський апеляційний суд визнав протиправним та скасував рішення про її звільнення, але апеляцію Олена Дума програла. 
Публічно відстоювала свою позицію на проросійському телеканалі «ZIK», який тоді належав Віктору Медведчуку.
З 29 січня 2021 року обіймала посаду заступниці голови Чернігівської обласної державної адміністрації та займалася соціальними питаннями. Звільнилася 30 вересня 2021 року, слідом за відставкою екс-очільниці Чернігівської облдержадміністрації Анни Коваленко.
16 серпня 2024 року затверджена до складу Координаційна робоча група з питань антикорупційної політики

### На посаді Голови АРМА
30 червня 2023 року рішенням Кабінету Міністрів України призначена Головою Агентства з розшуку та менеджменту активів.
30 липня 2025 року Кабінет Міністрів України звільнив Олену Думу з посади голови Агентства з розшуку та управління активами. Рішення ухвалено в межах ініціативи повного перезавантаження агентства.

## Оцінки та критика
28 червня 2023 року «Трансперенсі Інтернешенл Україна» заявила, що призначення Олени Думи може поставити хрест на АРМА. Вони навели три аргументи на користь цього: нестачу професійного досвіду, наявність тісних політичних зв'язків і ймовірні ділові контакти з держзрадниками та підозрюваними у співпраці з Росією. Так, Олена Дума не працювала у сфері, дотичній до кримінальної юстиції, а її досвід не пов'язаний з управлінням чи розшуком активів. На виборах 2019 року безпосередньо агітувала за Зеленського, що потенційно може впливати на її роботу на цій посаді. Громадськість також припускала, що Дума мала контакти з Олегом Кулінічем, екскерівником кримського управління СБУ, підозрюваним у держзраді, просуваючи його інтереси на Чернігівщині. Вона також брала участь у 2019 році у спільній пресконференції з Семом Кісліним, фінансовим донором Рудольфа Джуліані, яка була спрямована на дискредитацію кандидата в президенти США Джо Байдена.
Олена Дума відкинула звинувачення в політичній заангажованості та відсутності належної кваліфікації для обіймання посади голови АРМА, зокрема заяви, оприлюднені «Трансперенсі Інтернешнл Україна». Вона заперечила зв'язки з політичними партіями, а також участь в агітації або спробах дискредитації будь-яких політичних сил.
Посли країн «Групи семи» висловились щодо можливого призначення Олени Думи головою АРМА:

| G7 уважно стежила за процесом призначення голови ARMA та зауважила занепокоєність громадянського суспільства щодо вжитих процедур. Важливо дотримуватись належних процедур, щоб зміцнити довіру до ARMA. |
| — Твіттер послів країн G7, 30 червня 2023 |

На початку 2025 року Аудит підтвердив серйозні проблеми у роботі АРМА. Експерти наголошують, що його висновки мають стати основою для перезавантаження агентства, а також наголошують на відповідальності керівництва. Результати аудиту Рахункової палати щодо діяльності АРМА підтвердили системні проблеми в роботі агентства. Зокрема, аудитори встановили, що 80 % ухвал про передачу активів до АРМА не виконані, конкурси на управителів тривають роками, а держава за час повномасштабної війни могла втратити мільйони через неефективне управління активами. На тлі цих невтішних висновків експерти наголошують, що відповідальність за провалені процеси має нести керівництво агентства, а сама система управління активами потребує докорінного реформування. В той же час, Олена Дума заявила про відкриття кримінальної справи проти учасника тендеру, який оскаржував дії АРМА в АМКУ.

## Сімейний стан
Розлучена. Має сина – Юрія Холевицького.